# Richard Simmons
Milton Teagle "Richard" Simmons (New Orleans, Louisiana, 1948. július 12. – Los Angeles, Kalifornia, 2024. július 13.) amerikai fitneszoktató, humorista, színész, és producer, leginkább a Sweatin' to the Oldies című aerobicvideókról vált ismertté. Karrierjét egy edzőterem megnyitásával kezdte a kaliforniai Beverly Hillsben, majd nagy ismertségre szert téve olyan beszélgetős műsorokban is feltűnt, mint a Late Show with David Letterman és a The Howard Stern Show, de feltűnt olyan sorozatokban is, mint a General Hospital.

## Fiatalkora
Édesapja Leonard Douglas Simmons, Sr. metodista ceremóniamester, édesanyja Shirley May táncosnő, majd üzletasszony, egy bátyja van, Leonard, Jr.
Simmons a Cor Jesu High School-ba (a későbbi Brother Martin High School-ba) járt, majd a University of Louisiana at Lafayette-n tanult, de végül a Florida State University-n végezte el tanulmányait. Gyerekkorában elég túlsúlyos volt, ez is közrejátszott később a fitness karrierjében. A Simmons nevet elmondása szerint a bácsikájától vette át, aki fizette a tandíját a főiskolán.

## Könyvei
- Never Say Diet[13]
- Never Say Diet Cookbook[14]
- The Better Body Book[15]
- Deal-A-Meal Cookbook[16]
- Reach for Fitness: A Special Book of Exercises for the Physically Challenged[17]
- Richard Simmons' Never Give Up: Inspirations, Reflections, Stories of Hope[18]
- Farewell to Fat[19]
- Sweetie Pie: The Richard Simmons Private Collection of Dazzling Desserts[20]
- Still Hungry After All These Years: My Story[21]
- The Food Mover Cookbook[22]
- Cookin' on Broadway[23]
- Steam Away the Pounds[24]

## Fordítás
- Ez a szócikk részben vagy egészben  a   Richard Simmons című angol Wikipédia-szócikk fordításán alapul.  Az eredeti cikk szerkesztőit annak laptörténete sorolja fel. Ez a jelzés csupán a megfogalmazás eredetét és a szerzői jogokat jelzi, nem szolgál a cikkben szereplő információk forrásmegjelöléseként.